# Aldoboly
Aldoboly (románul Dobolii de Jos) falu Romániában Kovászna megyében.

## Fekvése
Sepsiszentgyörgytől 10 km-re délre az Olt jobb partján fekszik.

## Nevének eredete
A hagyomány szerint nevét arról kapta, hogy az ellenség közeledtére lakói a veszélyt jelezve dobjaikat megverték.

## Története
Ősidők óta lakott hely. A határában levő erdőszélen a Bás nevű magaslaton a hagyomány szerint egykor vár állott, amelynek azonban nyoma sem maradt. Valószínűleg őskori telep lehetett.
A falut 1461-ben Dobolj néven említik. 1704. július 25-én az aldobolyi síkon írták össze a fegyverforgató székelyeket. A szervezkedés miatt a labancok még abban az évben feldúlták a falut, a templomon kívül csak 2 ház maradt épen. A hagyomány szerint a faluban valamikor vár is állott.
1910-ben 1425 lakosából 830 magyar, 585 román és 10 német volt.
1992-ben 573 lakosából 377 magyar, 192 román és 4 német volt.

## Látnivalók
- Református temploma a 14. században épülhetett, később átalakították.
- A Hollaky-kúria 17-18. századi udvarház.
- A Reznek-Kósa udvarház a 19. század elején épült.

## Híres emberek
- Itt született Hollaki Zoltán (1856-?), író, földrajzi utazó
- Itt született Orbán Ferenc (1847-?), író, földrajzi utazó
- Itt hunyt el Szánthó Vilmos (1878–1955), jogász, író, Coșbuc-fordító, a Független Székelység szerkesztője.